# Matrimonio en Perú

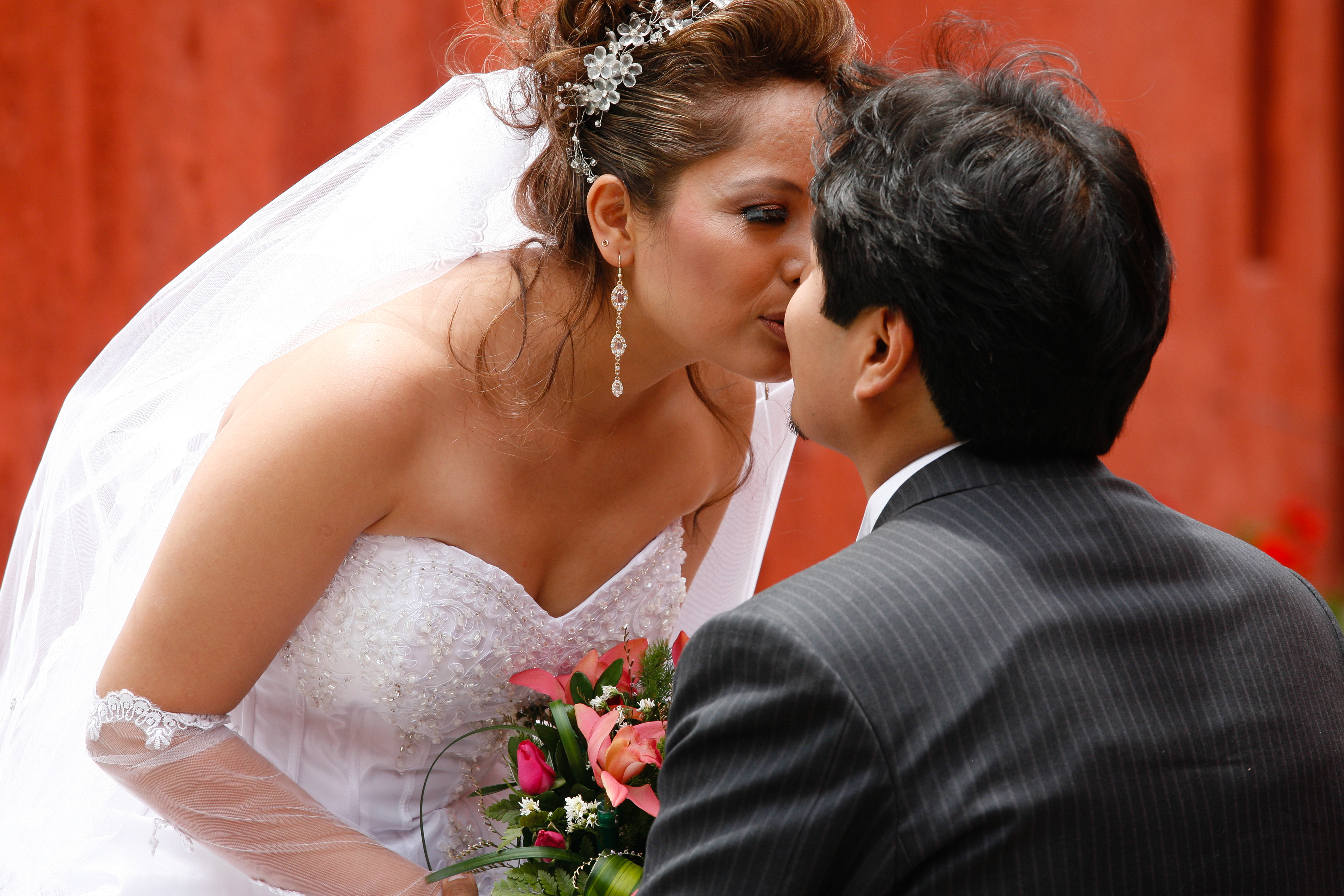
Novios peruanos en su ceremonia religiosa de boda (2012)

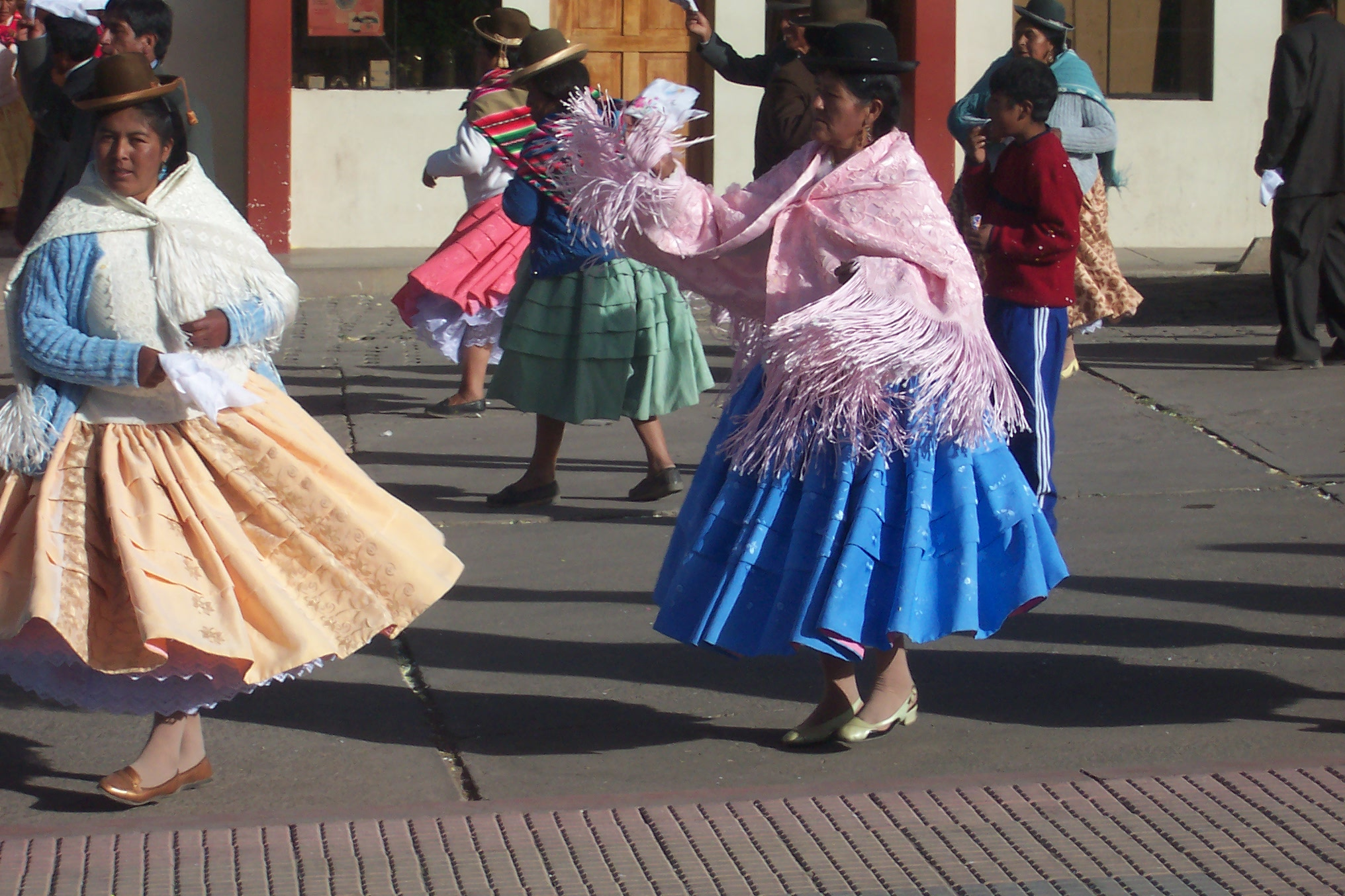
Bailes populares en los festejos de una boda en la Plaza de Armas de Chucuito, Puno

El matrimonio en el Perú es una institución social, tanto civil como religiosa, que ha tenido diferentes concepciones y características a lo largo de la historia del país, el cual ha sido considerado como socialconservador y predominantemente católico, conservándose el matrimonio civil hasta la actualidad como la unión entre un hombre y una mujer de naturaleza monógama. 

## Consideraciones legales
Toda la normativa correspondiente al matrimonio se encuentra regulada por el Libro III del Código Civil del Perú, el cual está dedicado al derecho de familia. 
Es competencia de cada municipio la celebración de una boda civil, donde solo es posible dentro del territorio nacional. Para los matrimonios celebrados en el extranjero por autoridades de otros países, existe la posibilidad de que los ciudadanos peruanos registren su unión ante las Oficinas Consulares del país correspondiente, siempre y cuando reúnan los requisitos para ser homologado como tal bajo la legislación peruana vigente.
Solo el matrimonio entre un hombre y una mujer tiene validez legal, por lo que otras figuras maritales se encuentran prohibidas. En ese sentido, la poligamia es ilegal y la bigamia está configurada como delito contra la familia bajo el ordenamiento jurídico peruano. El matrimonio tampoco se aplica a personas en situación de secuestro hasta que se solucione dicha situación.
Una vez celebrada la boda civil, da origen a un acta registral que debe ser enviada por el municipio al Registro Nacional de Identificación y Estado Civil (RENIEC), organismo que administra la emisión de copias de partidas y certificados de matrimonio a nivel nacional, existiendo la posibilidad de obtenerlo como documento electrónico, sujeto a la incorporación de cada municipio a este sistema. En el sentido económico, el matrimonio tiene dos regímenes: la sociedad de gananciales y la separación de patrimonio.

### Requisitos
Dentro de los requisitos, se encuentra la declaración voluntaria de querer contraer matrimonio ante el alcalde de cada municipio, ya sea de manera escrita u oral en audiencia con la autoridad correspondiente a su lugar de residencia. Los contrayentes deberán ser mayores de 18 años (hasta 2024, la edad mínima era de 16 años), que es el comienzo de la edad núbil en Perú, además de presentar dos testigos y someterse a un examen médico prenupcial, el cual certifica que ambos novios se encuentran en condiciones aptas para una vida en común. Una vez que cuentan con todos los requisitos anteriores, el municipio debe publicar un edicto matrimonial en al menos un periódico de la prensa peruana. Los plazos de presentación y características de los documentos requeridos son administrados de manera autónoma por cada municipio.

### Ceremonias especiales
El Código Civil permite en su artículo 262 a las comunidades campesinas del Perú, sean estas pertenecientes a los pueblos originarios (nativas) o no, a celebrar sus bodas de acuerdo a sus propias costumbres, ritos y tradiciones; no obstante, para que tenga plena validez legal debe ser creado un comité especial para estos fines, el cual debe ser integrado por la autoridad educativa y los dos directivos de mayor jerarquía de la comunidad.

## Historia

### Perú precolombino

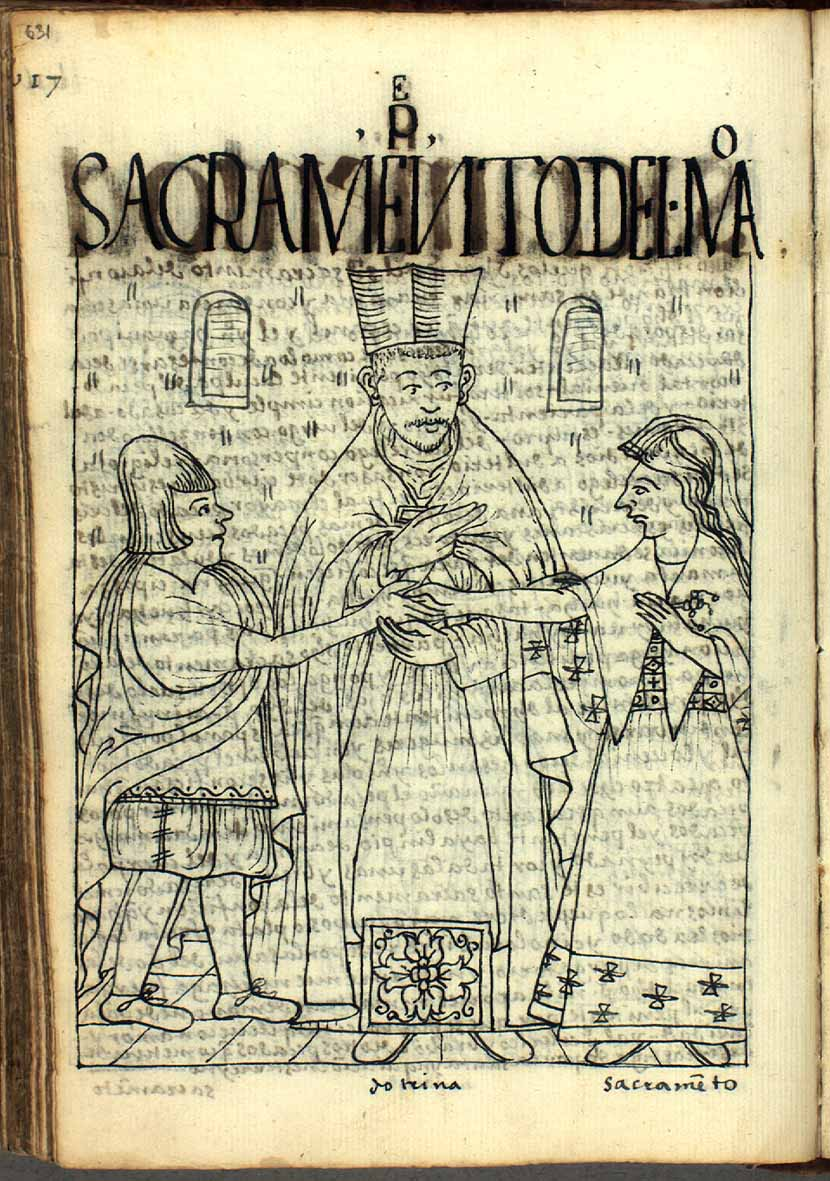
El sacramento del matrimonio según dibujo del Nueva Corónica de Guamán Poma (1615).

En la civilización incaica, una vez que se consolidó política y territorialmente el Imperio incaico, el matrimonio pasó a ser un asunto de Estado relevante a nivel social, sin embargo, la ceremonia de boda estaba cargada de elementos espirituales propios de la religión incaica, con rituales y tradiciones dedicados a sus deidades. Asimismo, existió una figura legal prematrimonial llamada servinacuy, la cual era un tiempo de convivencia entre dos novios, propio del derecho consuetudinario inca, en el cual las parejas podían corroborar si la convivencia bajo este tipo de concubinato legalmente permitido, podía ser fructífera en el largo plazo. Si bien la poliginia (poligamia masculina) estaba permitida, se encontraba vinculada a razones de poder político, diplomacia y estrategia militar al interior de la nobleza y para los curacas, siendo siempre la primera esposa la que ocupaba una posición privilegiada por sobre las otras, que eran llamadas concubinas pero sin ser menospreciadas por ello.

### Perú virreinal

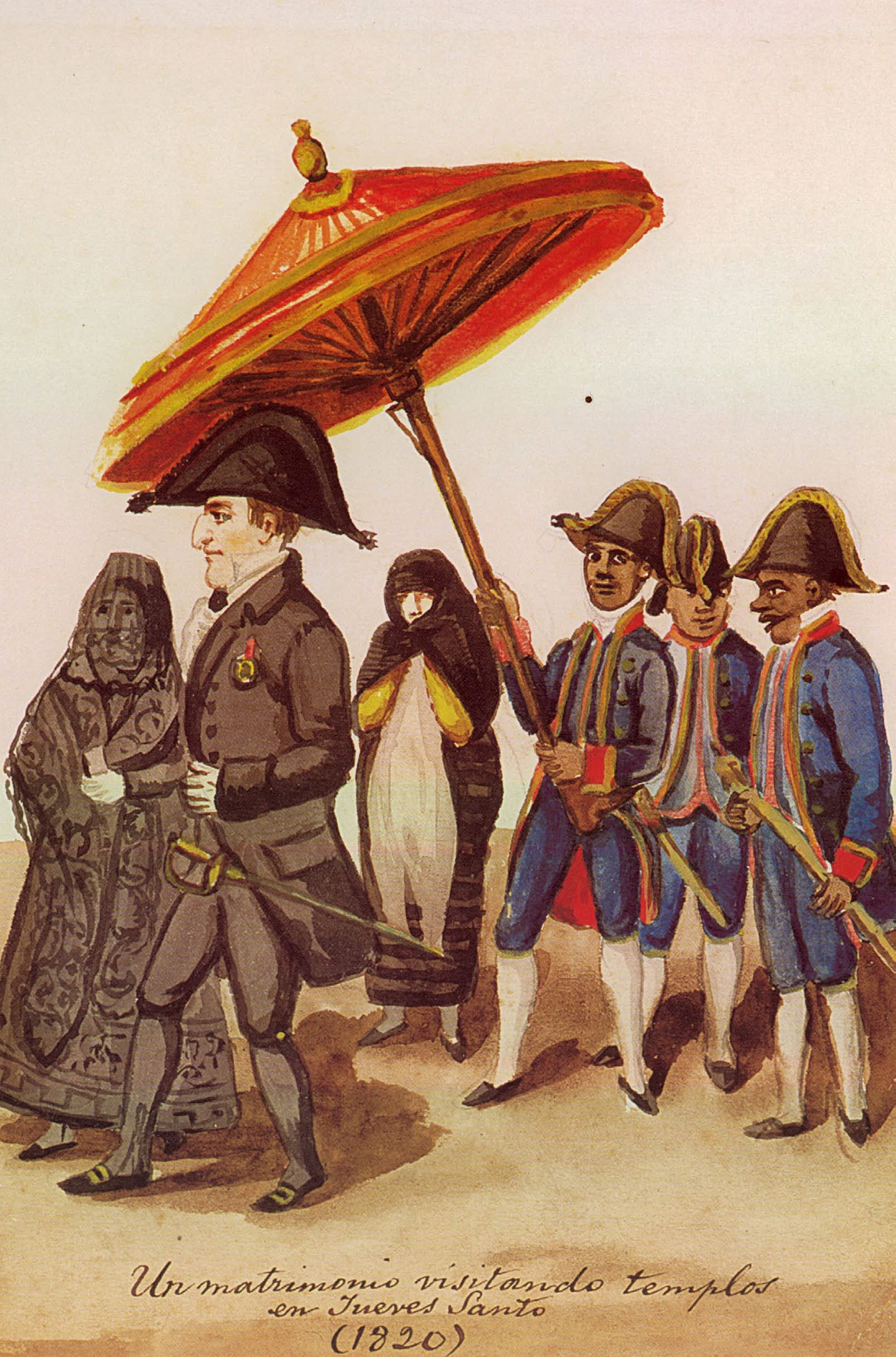
«Un matrimonio visitando templos en Jueves Santo»; obra de Pancho Fierro (1820).

Con la llegada de los conquistadores españoles y el establecimiento del Virreinato del Perú en el actual territorio nacional, los asuntos matrimoniales eran regidos por las órdenes del rey de España en lo gubernamental, como también por los tribunales eclesiásticos de la Iglesia católica, al ser el matrimonio católico el único reconocido y celebrado por el Imperio español en todas sus jurisdicciones. Con la creación del sistema de castas colonial, que provocó una estratificación entre los distintos grupos sociales de la colonia, se fijaron limitaciones a la hora de contraer matrimonio entre las diferentes clases sociales, las cuales podían ser explícitas, con la emisión de decretos o mandatos reales o virreinales, como también implícitas por los convencionalismos adoptados por la sociedad de la época. El 28 de octubre de 1565 fueron publicados oficialmente en Lima los decretos tridentinos, algunos de ellos referidos al matrimonio, los cuales fueron promovidos y seguidos a cabalidad por el Arzobispo de Lima de entonces, Toribio de Mogrovejo, manteniéndose durante toda la época colonial e incluso posterior a la independencia.
El matrimonio católico celebrado en 1572 entre el capitán español Martín García Óñez de Loyola con la ñusta Beatriz Clara Coya, es considerado como uno de los hitos cúlmines que consagró la conquista del Perú. En aquella época estaban permitidos ciertos matrimonios mixtos entre hombres blancos y mujeres indígenas, mediante una real cédula emitida por el rey Fernando II de Aragón en 1513 con el objetivo de facilitar la conversión religiosa de estas últimas al catolicismo y de paso fomentar la hispanización en América.

### Perú republicano
Luego de establecida la independencia del Perú de España a comienzos del siglo XIX, dando inicio a la historia republicana del país, comienzan paulatinamente a modificarse las disposiciones del matrimonio a nivel nacional, una vez conformado el Estado del Perú entendido en su concepción actual. El 20 de agosto de 1896 el entonces Senador Guillermo Billinghurst presentó un proyecto de ley ante el Senado peruano para reconocer civilmente los matrimonios religiosos de los cristianos no católicos, siendo la primera iniciativa que permitió establecer el matrimonio civil en el país, surgida debido a un impasse producido tras la celebración de una boda metodista que fue declarada ilegal, entre el misionero estadounidense Frederick A. Hazeltine y Amy Wood, hija del Reverendo Superintendente de Lima de la Iglesia Metodista en el Perú, Thomas B. Wood. Pese a la férrea e influyente oposición de la Iglesia católica en Perú de aquel entonces, finalmente fue promulgada por el Gobierno en 1897 y en 1920 se extendió la obligatoriedad del matrimonio civil para todos quienes contraen dicha unión conyugal en territorio peruano.
El Código Civil de 1852 admitía exclusivamente el matrimonio religioso bajo efectos civiles. Para 1897 se reconoció también el matrimonio civil además del religioso. En 1930 se estableció matrimonio civil para cualquier ciudadano y, a partir del Código de 1936, se requirió que un matrimonio religioso también cuente el previamente el civil. Para los años 1980, sólo el matrimonio civil tiene efectos legales.
El matrimonio entre personas del mismo sexo en Perú no es legal ni tampoco son reconocidos como tales las uniones celebradas en el extranjero; no obstante, a partir del siglo XXI han surgido iniciativas para legalizar la unión civil, las cuales han sido rechazadas en el Congreso de la República. Aun así, para la constitución de 1979, se reconoce la unión de hecho para convivientes que residen en el mismo lugar.

## Matrimonios religiosos
Son reconocidos como válidos los matrimonios religiosos realizados por las religiones en Perú que son reconocidas por el Estado, que es laico y garantiza la libertad de culto en el país a nivel constitucional.

## Estadísticas
En febrero de cada año haciendo coincidir con el Día de San Valentín, el Instituto Nacional de Estadística e Informática (INEI) publica un informe con los datos y estadísticas oficiales sobre la nupcialidad en el país. De esta información se pueden obtener las siguientes cifras:
- La tasa de nupcialidad bruta promedió entre 2008 y 2018 un 3,34%, con la celebración de 1 112 773 bodas civiles en dicho periodo.[17]
- En 2018 la edad promedio para contraer matrimonio entre los peruanos fue de 36 años para los hombres y 33 años para las mujeres.[18]
- Lima y Arequipa son los dos departamentos peruanos con el mayor número de bodas celebradas a nivel nacional.[19]